# Amblyctis brevelineatus
Amblyctis brevelineatus is een keversoort uit de familie zwamspartelkevers (Melandryidae). De wetenschappelijke naam van de soort werd in 1926 gepubliceerd door Maurice Pic.